# Bordetella pertussis
Bordetella pertussis ist ein Bakterium der Gattung Bordetella, dem als Erreger des Keuchhustens große medizinische Bedeutung zukommt.

## Morphologie
Es handelt sich bei Bordetella pertussis um kleine (ca. 0,8 × 0,4 µm), kokkoide, unbewegliche, gramnegative Stäbchen, deren alleiniges Habitat die zilientragenden Epithelzellen des menschlichen Respirationstraktes sind. Sie erscheinen im mikroskopischen Präparat einzeln oder paarweise gelagert. Kolonien von B. pertussis sind klein, glatt und glänzend mit einer hohen Konvexität (wie eine Quecksilberperle). Der Keim kann auf Spezialmedien innerhalb von 3 bis 4 Tagen bei 37 °C in einer aeroben Atmosphäre kultiviert werden. Er wächst mit β-Hämolyse und lässt sich morphologisch nur schwer von anderen Bordetellen wie B. parapertussis und B. bronchiseptica unterscheiden. Das Bakterium hat die Besonderheit, dass es vier Entwicklungsstadien durchläuft. Im ersten Stadium greift es im Menschen die roten Blutkörperchen und Gewebe an. Im vierten Stadium wirft es einen Teil seines Kapsids ab und ist danach weniger aggressiv.

## Pathogenese
Bordetella pertussis überwindet die lokalen Immunmechanismen des oberen Respirationstraktes und kann bei völliger Gesundheit des Wirts ohne prädisponierende Faktoren eine Krankheit auslösen. Das Bakterium wird aerogen (Tröpfcheninfektion) übertragen. Mittels verschiedener Adhäsine binden sich die Bakterien sehr fest an die Zellen des Flimmerepithels und können dann durch die Freisetzung von Toxinen eine Erkrankung auslösen. Eine Invasion ins Epithel ist selten; es kommt zu (sub-)epithelialen Entzündungen und Nekrosen. Obwohl die Erreger in der Regel nicht invasiv sind, d. h. nicht in das Gewebe oder die Blutbahn gelangen, treten durch die produzierten Toxine dennoch systemische Effekte auf. Da neben anderen Aminosäuren Cystin für das Bakterium der optimale Nährboden ist, das von den E. Coli im Enddarm produziert wird, die auch industriell zur Produktion von Cystin verwendet werden, erzeugt Pertussis Darmprobleme. Da Cystin auch in der Haut eingelagert ist, kann es zu aggressivem Hautjucken und kleinen nässenden stark juckenden Hautflecken führen.
Neben der Kapsel, die dem Erreger Schutz vor Inaktivierung durch Komplement bietet, lassen sich funktionell zwei Gruppen von Virulenzfaktoren unterscheiden: Toxine und Adhäsine.
- Adhärenzfaktoren Die zwei wichtigsten Adhärenzfaktoren sind das Filamenthämagglutinin (FHA) und das Pertussistoxin (PT), das sowohl als Exotoxin als auch als Adhäsin funktionieren kann. Daneben besitzt B. pertussis verschiedene antigenetisch unterschiedliche Fimbrien, die für die weitere Stabilisierung der Anheftung an die Epithelzellen des oberen Respirationstraktes verantwortlich sind. Darüber besitzt das Bakterium an der äußeren Membran die Membranproteine Pertactin und BrkA (Bordetella resistance to killing), die zur Bindung an die Wirtszellen beitragen.

- Exotoxine Von entscheidender Bedeutung für die Pathogenese des Keuchhustens ist das Pertussis-Toxin (PT), das aus sechs Untereinheiten (Hexamer) aufgebaut ist und Verwandtschaft zu anderen Toxinen des A-B-Typs wie dem Choleratoxin, Shigatoxin und Diphtherietoxin aufweist. Die eigentlich toxische Komponente ist das Monomer A, das von fünf anderen Untereinheiten, die zusammen das Oligomer B bilden, stabilisiert wird. Das Monomer A ist eine ADP-Ribosyltransferase, die u. a. eine veränderte Signaltransduktion innerhalb der Epithelzelle auslöst. Das PT sensibilisiert darüber hinaus den Körper für Histamin, sorgt für verstärkte Leukozytenbildung und erhöht die Insulinsekretion. Ein weiteres Protein, die invasive Adenylatcyclase (CyaA), kann in die Wirtszelle eindringen, um dort zu einem unphysiologisch hohen cAMP-Spiegel zu führen.

- Endotoxine Das aus dem Peptidoglykan der Zellwand gebildete Tracheale Cytotoxin (TCT) führt zu einem Stillstand der Zilienbewegung.

In der äußeren Membran der Bakterien befinden sich Lipooligosaccharide, die chemisch und in ihrer Wirkung auf den Wirt den Lipopolysacchariden anderer gramnegativer Erreger ähnlich sind. Auch wenn sie bei der natürlichen Infektion keine Rolle zu haben scheinen, sind sie doch möglicherweise für einen Teil der unerwünschten Nebenwirkungen der zellulären Vakzine (Vollkeimimpfstoffe) verantwortlich.

## Erregernachweis
Da unter Umständen auch andere Erreger wie Bordetella parapertussis, Bordetella bronchiseptica, Chlamydia trachomatis und Adenoviren vorübergehend ähnliche Symptome wie Bordetella pertussis verursachen können, kommt der bakteriologisch-serologischen Diagnostik eine entscheidende Rolle zu. Eine definitive Diagnosesicherung ist derzeit durch den kulturellen Erregernachweis mittels Anzüchtung oder durch Nachweis mittels Polymerase-Kettenreaktion möglich.

### Isolation der Erreger
Auf unmittelbar beimpften Nährböden gelingt die Isolation am leichtesten im frühen stadium convulsivum des Keuchhustens, d. h. in den ersten beiden Wochen nach Beginn der typischen klinischen Symptome. Die Probe sollte mit einem flexiblen Calciumalginat- oder Dacron-Tupfer vom hinteren Nasopharynx, nicht jedoch aus dem Rachen gewonnen werden, wobei der Abstrichtupfer etwa 5 bis 10 Sekunden dort belassen wird. Anschließend sollte die sofortige Beimpfung des Selektivmediums erfolgen oder bis zur Anlage der Bakterienkultur der Abstrich in ein Transportmedium gegeben werden. Die Erfolgsrate der Erregeranzucht sinkt deutlich bei antibiotisch (Erythromycin oder Trimethoprim-Sulfamethoxazol) vorbehandelten Patienten sowie bei verzögerter Anlage des Abstrichmaterials, bei lange zurückliegendem Beginn der Symptomatik (mehr als 3 Wochen) und bei geimpften Patienten.

### Kultur
Bordetella-Arten sind strikte Aerobier und haben sehr einfache Ansprüche an Nährböden. Lediglich ein Angebot an Nikotinsäureamid, Cystin oder Cystein und weitere Aminosäuren als Stickstoffquelle gelten als Wachstumsvoraussetzungen. Jedoch kann durch Begleitstoffe im Nährboden, wie z. B. ungesättigte Fettsäuren, Metallionen, kolloidalen Schwefel und Peroxide, das Wachstum der Kultur gehemmt werden. Mit einer Generationszeit von 2,5 bis 5 Stunden ist das Wachstum recht langsam. Deshalb ist eine 3- bis 4-tägige Bebrütung bei 37 °C zur Koloniebildung notwendig. Da das Bakterium sehr austrocknungsempfindlich ist, ist ausreichende Feuchtigkeit des Nährbodens notwendig. Bevor ein negativer Befund gesichert ist, sind die Nährböden mindestens 7 Tage zu bebrüten.

### Bestimmung
Die definitive Bestimmung der angezüchteten Bakterien als Bordetella pertussis wird durch den direkten Immunfluoreszenztest oder durch Agglutination mit spezifischen, kommerziell erhältlichen Seren erreicht.

### Biochemisches Verhalten
Die sonst biochemisch relativ inaktiven Bordetellen besitzen das Enzym Katalase. Dennoch ist ihre Differenzierung anhand bestimmter biochemischer Parameter (Beweglichkeit, Wachstum auf Peptonagar, Pigmentproduktion, Nitratreduktase-Aktivität, Harnstoffspaltung und Oxidasereduktion) möglich.

### Polymerase-Kettenreaktion
Die Erregeranzüchtung von B. pertussis führt in der ärztlichen Praxis häufig zu wenig aussagekräftigen Ergebnissen. Nur in ca. der Hälfte der Fälle gelingt der kulturelle Erregernachweis, der zudem erst nach 3–5 Tagen zu endgültigen Aussagen führt. Eine deutlich zuverlässigere und raschere Methode ist die Real-Time PCR (Polymerase-Kettenreaktion). Ein 1998 veröffentlichter Ringversuch an 15 Laboratorien in Deutschland und der Schweiz weist die Zuverlässigkeit der Methode nach, die um rund eine Zehnerpotenz empfindlicher ist als die Anzüchtung und dennoch nur 4 % falsch positive Resultate ergab.

## Epidemiologie
Das Bakterium kommt global vor. Der menschliche Organismus ist der einzige Wirt. Infektionsquelle sind an Keuchhusten Erkrankte vor allem während des stadium catarrhale, die die Erreger aushusten. Geimpfte sind vor der Erkrankung weitgehend geschützt, können aber vorübergehend mit Bordetellen besiedelt sein und damit eine Infektionsquelle darstellen. Darüber hinaus kann eine Übertragung über kontaminierte Gegenstände nicht ausgeschlossen werden, da das Pertussis-Bakterium gegen Austrocknung resistent ist und für einige Tage außerhalb des Organismus überleben kann.
Wegen des hohen Kontagionsindex bei nicht-immunen Menschen kann sich B. pertussis in Bevölkerungen mit niedriger Durchseuchungsrate epidemisch ausbreiten. Aber selbst in Regionen mit hoher Impfquote bleibt der Pertussis-Erreger endemisch, da der Immunitätsnachlass eine Besiedelung erlaubt. Eine Eradikation des Erregers ist aus heutiger Sicht nicht möglich. Selbst eine Herdenimmunität durch Impfprogramme ist nicht möglich.
Es besteht kein Unterschied in der Morbidität von Jungen und Mädchen. Ebenso wenig spielen Jahreszeit und Klima für die Erkrankungshäufigkeit eine Rolle.

## Immunität und Prophylaxe
Nach einer natürlichen Infektion besteht im ersten Jahrzehnt nach der Erkrankung eine tragfähige Immunität.
Die wichtigste prophylaktische Maßnahme ist die Impfung (aktive Immunisierung). Es existieren dafür ein Ganzkeimimpfstoff (zelluläre Vakzine) und verschiedene azelluläre Vakzinen.
- Ganzkeimimpfstoff (whole cell vaccine): aus inaktivierten Bordetella pertussis-Zellen gewonnene Lysate
- azelluläre Vakzine (subunit vaccines): Gemische von Bordetella pertussis-Komponenten

Die gegenwärtig zugelassenen Präparate beider Kategorien bieten bei vollständig durchgeführtem Immunisierungsschema einen sehr guten Impfschutz, jedoch garantieren weder Impfung noch Erkrankung einen lebenslangen Schutz vor einer Infektion mit B. pertussis. Erwachsene erkranken seltener und weniger schwer als Kinder oder Säuglinge. Aus medizinischer Sicht sind Impfquoten von mehr als 90 % anzustreben, um einen Kohortenschutz aufzubauen, der einen maximalen Schutz von Neugeborenen und Kindern in den ersten Lebensmonaten bietet.

## Forschungsgeschichte
1906 konnte ein schwer anzüchtbares Bakterium durch die Bakteriologen Jules Bordet und Octave Gengou als Erreger des Keuchhustens erstmals identifiziert werden. Zunächst wurde es als Bordet-Gengou-Bacillus den hämophilen Stäbchenbakterien zugeordnet. Bei der später notwendigen Klassifizierung wurde zu Ehren Bordets die Bezeichnung Bordetella pertussis gewählt.
Im Jahr 2002 wurde das Genom des Keuchhustenerregers, das aus insgesamt 3800 Einzelgenen besteht, nach über vierjähriger Forschungsarbeit von einem internationalen Forscherteam an der Universität Cambridge entschlüsselt.

## Meldepflicht
In Deutschland ist der direkte oder indirekte Nachweis von Bordetella pertussis namentlich meldepflichtig nach § 7 des Infektionsschutzgesetzes (IfSG), soweit der Nachweis auf eine akute Infektion hinweist. Meldepflichtig sind die Leitungen der Labore usw. (§ 8 IfSG)